# Diecezja Limeira
Diecezja Limeira (łac. Dioecesis Limeirensis) – diecezja Kościoła rzymskokatolickiego w Brazylii. Należy do metropolii Campinas, wchodzi w skład regionu kościelnego Sul 1. Została erygowana przez papieża Pawła VI bullą De superna animarum w dniu 29 kwietnia 1976.